# Акстелл (Небраска)
Акстелл (англ. Axtell) — селище (англ. village) в США, в окрузі Карні штату Небраска. Населення — 732 особи (2020).

## Географія
Акстелл розташований за координатами 40°28′48″ пн. ш. 99°7′44″ зх. д. / 40.48000° пн. ш. 99.12889° зх. д. (40.479866, -99.128803).  За даними Бюро перепису населення США в 2010 році селище мало площу 1,15 км², уся площа — суходіл.

## Демографія
Згідно з переписом 2010 року, у селищі мешкало 726 осіб у 276 домогосподарствах у складі 208 родин. Густота населення становила 632 особи/км².  Було 293 помешкання (255/км²).
Расовий склад населення:
| - 97,4 % — білих - 0,6 % — корінних американців - 0,1 % — азіатів |

До двох чи більше рас належало 1,1 %. Частка іспаномовних становила 1,2 % від усіх жителів.
За віковим діапазоном населення розподілялося таким чином: 28,9 % — особи молодші 18 років, 57,5 % — особи у віці 18—64 років, 13,6 % — особи у віці 65 років та старші. Медіана віку мешканця становила 36,2 року. На 100 осіб жіночої статі у селищі припадало 98,4 чоловіків;  на 100 жінок у віці від 18 років та старших — 96,2 чоловіків також старших 18 років.
Середній дохід на одне домашнє господарство  становив 57 780 доларів США (медіана — 47 000), а середній дохід на одну сім'ю — 70 096 доларів (медіана — 66 250). Медіана доходів становила 41 364 долари для чоловіків та 29 063 долари для жінок. За межею бідності перебувало 5,0 % осіб, у тому числі 2,8 % дітей у віці до 18 років та 0,0 % осіб у віці 65 років та старших.
Цивільне працевлаштоване населення становило 410 осіб. Основні галузі зайнятості: освіта, охорона здоров'я та соціальна допомога — 27,3 %, роздрібна торгівля — 15,9 %, виробництво — 15,1 %.